# Каримун (остров)
Каримун, также Большой Каримун — остров в Индонезии, расположенный между полуостровом Малакка и Суматрой. Главный город острова — Танджунг-Балай-Каримун.
Остров находится примерно в 37 км к юго-западу от Сингапура, в 54 км к западу от Батама, в 24 км к северо-востоку от острова Рансанг и в 32 км к северу от острова Кундур. Площадь острова составляет 133 км². Каримун популярен у туристов (любителей дайвинга и пляжного отдыха).